# Molophilus (Austromolophilus) fragillimus
Molophilus (Austromolophilus) fragillimus is een tweevleugelige uit de familie steltmuggen (Limoniidae). De soort komt voor in het Australaziatisch gebied.